# Shvetsov M-22
Lo Shvetsov M-22, citato semplicemente anche come M-22, era un motore aeronautico radiale 9 cilindri raffreddato ad aria sviluppato, dall'OKB 19 diretto da Arkadij Dmitrievič Švecov, in Unione Sovietica negli anni trenta.
Versione derivata dal francese Gnome-Rhône 9A Jupiter, a sua volta produzione su licenza del britannico Bristol Jupiter caratterizzato dalla riprogettazione con misure in sistema metrico, equipaggiò svariati modelli, principalmente di caccia, di produzione sovietica in servizio nel periodo prebellico della seconda guerra mondiale.

## Apparecchi utilizzatori
(lista parziale)
 Unione Sovietica
- Grigorovich I-Z
- Kalinin K-5
- Kalinin K-12
- Kharkiv KhAI-1
- Tupolev I-4
- Polikarpov I-5
- Polikarpov I-6
- Polikarpov I-15
- Polikarpov I-16 mod 14
- Yakovlev AIR-7